# 高褶带唇兰
高褶带唇兰（学名：Tainia viridifusca），为兰科带唇兰属下的一个植物种。

## 概述
地生植物。花葶长达130cm；总状花序疏生10余朵花；花张开，褐绿色或紫褐色；唇瓣白色，3裂；中裂片先端具短尖；唇盘在两侧裂片之间具3～5条褶片，在中裂片上骤然隆起5条波状或鸡冠状的等长褶片。花期4-5月。产自云南东南部至南部，生于海拔1500～2000m的常绿阔叶林下。印度、缅甸、泰国、越南也有分布。